# Turgen
Turgen (kasachisch Түрген) ist eine Gemeinde in Kasachstan und gehört zum Audan Jengbekschiqasaq.

## Geographie

### Räumliche Lage
Das Dorf liegt am Fuße des Tianshan-Gebirges. Östlich des Dorfes fließt der gleichnamige Fluss Turgenka, welcher im nahegelegenen Hochgebirge entspringt und in den Fluss Ili mündet.

### Nachbargemeinden/-städte
Auf der anderen Seite des Flusses Turgenka liegt in ca. 2 km Entfernung Karakimir. In westlicher Richtung befindet sich in etwa 12 km die Kreisstadt Jessik und in gleicher Richtung liegt die ehemalige Hauptstadt Almaty 60 km entfernt.

## Geschichte
Im 19. Jahrhundert wurde die Siedlung gegründet.
1864 gründeten russische Kosaken das Dorf „Michailowskoje“ (Михайловское). Der Bau des Dorfes begann mit dem Bau der Kirche des Erzengels Michael (Михайловского).
1921 wurde das Dorf in Turgen umbenannt.

## Kultur und Sehenswürdigkeiten

### Theater
Im Jahre 1981 wurde das Kulturhaus (Дом Культуры) in der Mitte des Dorfes errichtet, es wird seitdem für Konzerte und Aufführungen genutzt.

### Bauwerke
Es wurde ein Veteranendenkmal in den 1970er Jahren aufgestellt.

## Wirtschaft und Infrastruktur
Das staatliche Instandsetzungswerk war von 1959 bis zum Ende der 1990er Jahre größter Arbeitgeber und beschäftigte im Jahre 1990 etwa 1.000 Mitarbeiter. Mit dem Einbruch der Wirtschaft Ende der 1990er Jahre verfiel auch das Werk und wurde geschlossen.